# Lista siturilor arheologice din județul Dolj - M
Lista siturilor arheologice din județul Dolj - M conține toate siturile arheologice din județul Dolj înscrise în Repertoriul Arheologic Național (RAN) și aflate în localități al căror nume începe cu litera M. RAN este administrat de Ministerul Culturii și Patrimoniului Național și cuprinde date științifice, cartografice, topografice, imagini și planuri, precum și orice alte informații privitoare la zonele cu potențial arheologic, studiate sau nu, încă existente sau dispărute.
Puteți căuta un sit din localitățile care încep cu litera M folosind formularul de mai jos sau puteți naviga prin toate siturile din județ la Lista siturilor arheologice din județul Dolj.
| Cod RAN                                   | Denumire | Localitate                                        | Adresă | Datare              | Descoperit | Coordonate | Imagine           | Erori            |
| ----------------------------------------- | --- | ------------------------------------------------- | ------ | ------------------- | ---------- | ---------- | ----------------- | ---------------- |
| 69937.01.01 (Cod LMI: DJ-II-m-A-08321.02) | Bisericii "Sf. Nicolae" a fostei Mănăstiri Coșuna (Bucovăț) / ansamblu Ansamblul Mănăstirii Bucovăț (Categorie: structură de cult/religioasă) (Tip: Mănăstire) | localitate componentă Mofleni, municipiul Craiova |        | 1506 - 1512         |            |            | Încărcați imagine | Raportați eroare |
| 69937.01.02 (Cod LMI: DJ-II-m-A-08321.01) | Bisericii "Sf. Nicolae" a fostei Mănăstiri Coșuna (Bucovăț) / ansamblu Biserica "Sf. Nicolae" (Categorie: structură de cult/religioasă) (Tip: Biserică)        | localitate componentă Mofleni, municipiul Craiova |        | 1571-1572-1579-1583 |            |            | Încărcați imagine | Raportați eroare |
| 69937.01.03 (Cod LMI: DJ-II-a-A-08321)    | Bisericii "Sf. Nicolae" a fostei Mănăstiri Coșuna (Bucovăț) / ansamblu anonim (Categorie: structură de cult/religioasă) (Tip: Biserică)                        | localitate componentă Mofleni, municipiul Craiova |        | 1579-1583           |            |            | Încărcați imagine | Raportați eroare |
| 69937.01.04 (Cod LMI: DJ-II-a-A-08321)    | Bisericii "Sf. Nicolae" a fostei Mănăstiri Coșuna (Bucovăț) / ansamblu anonim (Categorie: structură de cult/religioasă) (Tip: biserică)                        | localitate componentă Mofleni, municipiul Craiova |        | 1820-1860           |            |            | Încărcați imagine | Raportați eroare |